# Роберт Браун (ботанік)
Роберт Браун (англ. Robert Brown; 23 березня 1842:3, Шотландія, Сполучене Королівство — 26 жовтня 1895, Лондон) — британський науковець, дослідник і письменник.

## Біографія
Народився у Кемстері, Кейтнесс, навчався в університетах Единбурга, Лейдена, Копенгагена та Ростока.
Щоб відрізнити себе від свого знаменитого сучасника-тезки Роберта Брауна з Монтроуза він додавав уточнення за назвою рідного міста Кемпстер (Campsterianus). Ще у студентські роки він відвідав Шпіцберген, Гренландію та західне узбережжя моря Баффіна, а згодом провадив наукові дослідження на островах Тихого океану й узбережжях Венесуели, Аляски та Берингового моря, очолюючи експедицію, щоб скласти мапу внутрішньої частини острова Ванкувера й описати фауну та флору тих країн.

## Дослідження та подорожі
Браун прибув до форту Вікторія на початку 1863 року, щоб дослідити колонію острова Ванкувер. Пізніше того ж року дослідив територію від Барклі-Саунд до Кійокіт. Наступного року очолив експедицію з дослідження на острові Ванкувер території близько 2000 км тривалістю чотири з половиною місяці. Під час експедиції назви отримали багато гір, річок й озер острова:67. Учасники експедиції, художником якої був Фредерік Вімпер, наполягли, щоб річка Браунс було названо на його честь:31. Вони знайшли золото на річці Ліч, вартістю приблизно 60 000 доларів. Браун надав більшого значення відкриттю ними вугілля у долині Комокс:187. Він зацікавився жаргоном чинуків.
Разом з Едвардом Вімпером, братом Фредеріка, він потрапив у внутрішні льоди Гренландії у 1867 році і зробив багато відкриттів щодо їх природи, які пізніше підтвердив Роберт Пірі. Він мандрував Берберією у Північній Африці та випадково став провідним британським авторитетом у Марокко, поїхавши туди на відпочинок, але зрозумів, що не може насолоджуватися неробством.

## Викладання та написання
До 30 років Браун став автором понад як 30 наукових праць і поглибленого підручника з ботаніки, на додаток до більш популяризаційних робіт. Він описав свої подорожі островом Ванкувер й здобув докторський ступінь на основі цього в Університеті Ростока у 1869 році.
Він читав лекції з геології, ботаніки та зоології в Единбурзі та Глазго, був членом багатьох наукових товариств в Англії, Америці та Європі. Він був президентом Королівського фізичного товариства Единбурга та членом ради Королівського географічного товариства.
У 1876 році Браун переїхав до Лондона і решту життя провів за письменницькою діяльністю, заробляючи на життя журналістом. Крім ботаніки, він також плідно писав про зоологію, геологію та географію як для вченої, так і для загалу. Прикладом такої праці є великий коментар, який він зробив до перевидання 1896 року оповіді 1807 року Джона Р. Джевітта про раба, в якому Браун розмірковує про зміни в житті корінних народів Північно-західного узбережжя від часів перших європейських дослідників наприкінці XVIII століття, до правління Макіни та полону Джевітта, до його власних досліджень у 1863 році, коли ще точилися міжплемінні війни, до періоду у середині 1890-х років, коли багато націй опинилися на межі вимирання.
Відповідно до Оксфордського словника англійської мови, у книзі Брауна 1886 року «Spunyarn and Spindrift, A sailor boy's log of a voyage out and home in a China tea-clipper» міститься найдавніше відоме вживання слова гаджет.
Браун був сильним, упевненим, веселим чоловіком, але надто багато працював, не міг розслабитися і водночас був виснажений лондонським життям. Він був змучений тим, що його найкращі роботи залишилися невизнаними. Він помер 26 жовтня 1895 року, у віці 53 років, працюючи до ночі своєї смерті як письменник:67. Його поховали на Вест-Норвудському цвинтарі.

## Публікації
Окрім багатьох наукових праць, статей та оглядів різними мовами, серед його публікацій:
- Manual of Botany (1874)
- Science for All (five volumes, 1877–82)
- The World Its Cities And Peoples (volumes IV—IX, 1882–85)
- Spunyarn and spindrift: a sailor boy's log of a voyage out and home in a china tea-clipper (1886)[9]
- The Story of Africa and Its Explorers (four volumes, 1892–95; new edition, 1911)
- The adventures of John Jewitt: only survivor of the crew of the ship Boston during a captivity of nearly three years among the Indians of Nootka Sound in Vancouver Island (1896) reprint with notes and 30-page introduction by Robert Brown at Internet Archive.